# Bertya virgata
Bertya virgata är en törelväxtart som först beskrevs av Alfred James Ewart, och fick sitt nu gällande namn av David A. Halford och Rodney John Francis Henderson. Bertya virgata ingår i släktet Bertya och familjen törelväxter. Inga underarter finns listade i Catalogue of Life.